# Lista das estrelas menos massivas
Segue abaixo uma lista das estrelas conhecidas de menor massa. A lista é ordenada por massas solares e massas jovianas.
Acredita-se que as anãs marrons podem ter massa suficiente para iniciar a fusão do hidrogênio em seu núcleo quando atingem 75-87 massas de Júpiter (dependendo de sua metalicidade), as estrelas realmente pequenas (anãs vermelhas) podem ter temperaturas superficiais "frias" (abaixo de 4,000 K), o que torna difícil de distinguir das anãs marrons.
A massa da estrela não pode ser inferior a 13 massas de Júpiter, porque abaixo desse ponto crítico o núcleo não possui uma pressão gravitacional suficiente para iniciar a fusão do deutério, que requer no mínimo uma temperatura de 1500 a 4000 °C (dependendo da metalicidade), em combinação com uma massa em torno de 7% da massa solar. De acordo com modelos computacionais que descrevem o núcleo das anãs marrons, espera-se que as condições típicas para a densidade, temperatura e pressão do núcleo sejam as seguintes:
{\displaystyle \rho _{c}\sim 10-10^{3}\,\mathrm {\tfrac {g}{cm^{3}}} }
{\displaystyle T_{c}\lesssim 3\times 10^{6}\,\mathrm {K} }
{\displaystyle P_{c}\sim 10^{5}\,\mathrm {Mbar} }
Então uma anã marrom é mais pesada com um gigante gasoso, mas possui massa o suficiente para ser considerada uma estrela.
O código cromático da tabela abaixo se descreve da seguinte maneira: Marrom = anã marrom, Rosa = anã vermelha, Laranja = estrelas de classe estelar "K".
| Nome da estrela                   | Massa solar | Massa de Júpiter |
| --------------------------------- | ----------- | ---------------- |
| Júpiter (como referência)         | 0.00096     | 1                |
| ----------------                  | -----       | --               |
| OTS 44                            | 0.013       | 15               |
| Oph1622 A                         | 0.014       | 15.5             |
| Oph1622 B                         | 0.016       | 17.5             |
| Gliese 229B                       | 0.021       | 25               |
| 2M1207                            | 0.021       | 25               |
| Epsilon Indi BB                   | 0.024       | 28               |
| HD 98230B                         | 0.037       | 39               |
| Teide 1                           | 0.041       | 43               |
| Epsilon Indi BA                   | 0.045       | 47               |
| Wolf 424B                         | 0.050       | 52               |
| Gliese 570D                       | 0.050       | 52               |
| LP 944-020                        | 0.056       | 58               |
| 2MASS 0415-0935                   | 0.060       | 63               |
| Wolf 424A                         | 0.060       | 63               |
| DENIS 1048-0039                   | 0.065       | 68               |
| 2MASS 1835+3259                   | 0.070       | 75               |
| DENIS 0255-4700                   | 0.070       | 75               |
| V1581 Cygni C                     | 0.074       | 79               |
| 2MASS 0532+8246                   | 0.077       | 81               |
| LHS 3003 (GJ 3877)                | 0.077       | 81               |
| Gliese 165B                       | 0.080       | 84               |
| Gliese 623B                       | 0.080       | 84               |
| LHS 1070B                         | 0.080       | 84               |
| LHS 1070C                         | 0.080       | 84               |
| Ross 614B                         | 0.080       | 84               |
| Estrela de Teegarden              | 0.080       | 84               |
| Estrela de Van Biesbroeck (VB 10) | 0.080       | 84               |
| Gl 105C                           | 0.082       | 86               |
| LHS 292                           | 0.083       | 87               |
| LP 731-058                        | 0.083       | 87               |
| DX Cancri                         | 0.087       | 91               |
| Van Briesboeck 8 (VB 8)           | 0.088       | 92               |
| AB Doradus C                      | 0.089       | 93               |
| OGLE-TR-122b                      | 0.091       | 96               |
| Wolf 359                          | 0.1         | 105              |
| ----------------                  | -----       | --               |
| Sol (como referência)             | 1           | 1042             |

## Cha 110913-773444
O objeto Cha 110913-773444 é por vezes referido como a menor anã marrom conhecida, mas sua massa é muito baixa para ser catalogada como tal (8 vezes a massa de Júpiter). É muito menor que um planeta extrassolar conhecido. Em vez disso, seria melhor chamá-lo subanã marrom ou planemo.